# Тромбоз
Тромбо́з (новолат. thrombōsis «свёртывание» ← др.-греч. θρόμβος «сгусток») — процесс прижизненного формирования внутри кровеносных сосудов свёртков крови (тромбов), препятствующих свободному току крови. Тромбоз может быть как защитным механизмом организма, так и патологическим процессом. В первом случае тромбоз способствует остановке кровотечения: при повреждении кровеносного сосуда запускается свёртывающая система крови, формирующая кровяной свёрток (тромб), закрывающий дефект стенки сосуда и механически препятствующий потере крови. Во втором случае тромбоз осложняет течение различных заболеваний и патологических состояний (атеросклероз, инфекции и др.). Кровяной свёрток, который не фиксирован к стенке сосуда и свободно циркулирует по кровеносному руслу, называется эмбол. Тромбоэмболия — острая закупорка кровеносного сосуда фрагментом тромба, который оторвался от своего первоначального места образования и фиксации.
Когда тромб перекрывает более 75 % площади поперечного сечения просвета артерии, приток крови и, соответственно, кислорода к ткани снижается настолько, что проявляются симптомы гипоксии и накопления продуктов метаболизма, в том числе молочной кислоты. При достижении обструкции более 90 % может проследовать гипоксия, полное лишение кислорода и смерть клеток и тканей организма.

## Причины
Выделяют следующие факторы, способствующие развитию тромбоза (триада Вирхова):
- состав крови (гиперкоагуляция или тромбофилия)
- повреждение сосудистой стенки (повреждение клеток эндотелия)
- характер кровотока (стаз, турбулентность)

### Гиперкоагуляция
Гиперкоагуляция вызывается, например, генетическими дефектами или аутоиммунными заболеваниями. Недавние исследования показали, что нейтрофилы играют ключевую роль в тромбозе глубоких вен, осуществляя многочисленные посреднические про-тромботические действия.

### Повреждения клеток эндотелия
Повреждения стенок сосуда могут происходить по причине травмы, хирургического вмешательства, инфекции или турбулентного потока в бифуркации. Основным механизмом является воздействие тканевого фактора на свёртывающую систему крови.

### Нарушение кровотока
Причины нарушенного кровотока включают застой крови, который возникает из-за обтекания кровью места травмы, венозный застой, который может возникнуть при сердечной недостаточности или вследствие длительного сидячего образа жизни (например, при длительных авиаперелётах). Кроме того, фибрилляция предсердий приводит к застою крови в левом предсердии или ушке левого предсердия, и может привести к тромбоэмболии.
Рак или иная злокачественная опухоль, такая как лейкоз, может привести к повышенному риску развития тромбоза, например, вследствие внешнего сжатия кровеносных сосудов или (реже) их расширения в сосудистую систему (например, при раке клеток почки, разросшемся в почечные вены). Кроме того, методы лечения рака (радио-, химиотерапия) часто приводят к дополнительной гиперкоагуляции.

## Классификация
Разделяют 2 формы тромбоза: венозный тромбоз и артериальный тромбоз, каждый из них в свою очередь подразделяется на несколько подтипов.

### Венозный тромбоз
Тромбоз глубоких вен — образование тромбов внутри глубоких вен. Чаще всего этот процесс затрагивает вены на ногах, например бедренную вену. Важную роль в формировании тромбов глубоких вен играют три фактора: скорость кровотока, состояние сосудистой стенки и вязкость крови. Классические признаки тромбоза глубоких вен — отек, боль и покраснение поражённого участка.

#### Тромбоз воротной вены
Тромбоз воротной вены является одной из форм венозного тромбоза, который влияет на печёночную воротную вену, что может привести к повышенному давлению и уменьшению притока крови к печени. Он обычно имеет патологические причины, такие как панкреатит, цирроз, дивертикулит или холангиокарцинома.

#### Тромбоз почечных вен
Тромбоз почечной вены заключается в обструкции почечной вены тромбом. Это приводит к снижению оттока из почки. В этом случае используется антикоагулянтная терапия.

#### Тромбоз яремной вены
Тромбоз яремной вены может возникнуть в результате инфекции, внутривенного употребления наркотиков или злокачественного процесса. Вследствие тромбоза яремной вены могут возникнуть различные осложнения, в том числе: сепсис, лёгочная эмболия, отёк диска зрительного нерва. Несмотря на то, что обычно тромбоз яремной вены сопровождается резкой болью в месте расположения вены, его бывает трудно диагностировать, так как это может происходить в различных местах.

#### Синдром Бадда—Киари
Синдром Бадда—Киари заключается в блокировании печёночной вены или нижней полой вены. Эта форма тромбоза сопровождается болью в животе, асцитом и гепатомегалией. Лечение варьируется от терапии до хирургического вмешательства с использованием шунта.

#### Синдром Педжета — Шрёттера
Синдро́м Пе́джета — Шрёттера — острый тромбоз глубоких вен плеча, который обычно возникает из-за тромба в подключичной или подмышечной венах. Такое состояние часто возникает в результате интенсивных упражнений и чаще встречается у здоровых молодых людей. Мужчины чаще подвержены этому заболеванию, чем женщины.

#### Тромбоз сосудов венозного синуса головного мозга
Тромбоз сосудов венозного синуса головного мозга является редкой формой инсульта, который возникает вследствие закупорки венозных синусов твёрдой оболочки мозга тромбом. Симптомы могут включать головную боль, нарушение зрения, любой из основных симптомов инсульта, таких как слабость лица и конечностей на одной стороне тела. Диагноз обычно ставится с помощью компьютерной томографии или магнитно-резонансной томографии. В большинстве случаев возможно полное восстановление. Смертность составляет 4,3 %.

### Артериальный тромбоз
Артериальный тромбоз — формирование тромба в артерии. В большинстве случаев артериальный тромбоз сопровождает атеросклеротические бляшки, и поэтому называется атеротромбоз. Ещё одна распространённая причина артериального тромбоза — фибрилляция предсердий, что приводит к нарушению кровотока. Кроме того, хорошо известно, что кардиоверсия постоянным током при фибрилляции предсердий несёт в себе большой риск тромбоэмболии, особенно если аритмия длится более 48 часов. Если не проводить антикоагулянтной терапии, то тромбоэмболия случается примерно в 5 % случаев. Механизм и патогенез тромбоэмболии после кардиоверсии до конца не понятны.
Артериальный тромбоз является основной причиной артериальной эмболии, что потенциально угрожает инфарктом любому органу.

#### Инсульт
Инсульт это быстрое снижение мозговых функций из-за нарушения кровоснабжения мозга. Это может быть связано с ишемией, тромбом, эмболом или кровоизлиянием (кровотечением). При тромботическом инсульте тромб обычно формируется вокруг атеросклеротических бляшек. Если артерия закупоривается постепенно, развитие симптоматических тромботических инсультов происходит медленнее. Тромботический инсульт можно разделить на 2 категории: нарушения в больших сосудах и нарушения в мелких сосудах. Первые из них поражают такие артерии, как сонная артерия, артериальный круг большого мозга (виллизиев круг). Вторые могут поражать ветви виллизиева круга.

#### Инфаркт миокарда
Инфаркт миокарда вызван смертью ткани вследствие ишемии, часто случающимся из-за обструкции тромбом коронарной артерии. Инфаркт миокарда может быстро привести к смерти, если больной не получил своевременно экстренную медицинскую помощь. Если диагностика проведена в течение 12 часов после первого эпизода, то начинается тромболитическая терапия.

#### Другие локализации
Тромбоз печёночной артерии обычно встречается в виде осложнения после трансплантации печени.
Артериальные эмболы также могут образовываться в артериях конечностей.

## Эмболизация
Если в области тромбоза присутствует бактериальная инфекция, тромб может разрушиться, а его инфицированные фрагменты могут распространиться по всей кровеносной системе (пиемия, септическая эмболия), создавая метастатические абсцессы в любом месте, где они задержатся. В отсутствие инфекции тромб может оторваться и создать «круговорот» в качестве эмбола, в конечном счёте препятствующего или полностью закупорившего кровеносный сосуд, что при отсутствии лечения очень быстро приведёт к некрозу (инфаркту) тканей, следующих за местом окклюзии. Если произошла окклюзия коронарной артерии, вероятно произойдёт ишемия миокарда, в результате которой кардиомиоциты не смогут должным образом функционировать из-за недостатка кислорода. Этот недостаток кислорода в итоге может привести к инфаркту миокарда.
Однако большинство тромбов подвергаются фибринолизу, и проходимость тромбированного сосуда постепенно возвращается.

## Диагностика
Существуют различные методы диагностики состояния свёртывающей системы крови.
- Тромбоэластография
- Тест генерации тромбина (тромбиновый потенциал, эндогенный тромбиновый потенциал)
- Тромбодинамика
- Активированное частичное тромбопластиновое время (АЧТВ)
- Тест протромбинового времени (или Протромбиновый тест, МНО, ПВ)

## Профилактика
Профилактика венозной тромбоэмболии у пациентов с помощью гепарина по-видимому не уменьшает смертность. В то время как при этом уменьшается вероятность лёгочной эмболии и тромбоза глубоких вен, одновременно увеличивается риск кровотечения, следовательно общий клинический эффект очень мал или отсутствует.
Механические методы также приносят мало пользы в такой группе пациентов, а у больных с инсультом вредны. Доказательством служит использование гепарина после операций, которые имеют высокий риск тромбоза глубоких вен в качестве последствия, однако влияние на ТЭЛА или общую смертность неизвестно.
Как правило, требуется анализ соотношения риска и пользы, так как все антикоагулянты приводят к небольшому увеличению рисков кровотечения. При фибрилляции предсердий, например, риск рассчитывается на основании дополнительных факторов риска, таких как пожилой возраст и гипертония и должен перевесить небольшой, но существующий риск кровотечений, связанных с использованием варфарина.
У людей, поступающих в больницу, тромбоз является основной причиной развития осложнений, а иногда и смерти. В Великобритании, например, Специальный Комитет Здоровья Палаты общин прослушал, что в 2005 году годовой уровень смертности от тромбоза для госпитализированных больных составил 25000 человек.
Таким образом, профилактике тромбозов все чаще придаётся особое значение. Для пациентов, поступивших на операцию, широко используются компрессионные чулки. Кроме того, в случаях тяжёлой болезни, длительной неподвижности, ортопедической хирургии, профессиональный подход рекомендует применение низкомолекулярного гепарина, механическую компрессию икр или (в случае, если всё остальное противопоказано и пациент недавно перенёс тромбоз глубоких вен) венозный фильтр (кава-фильтр) в нижнюю полую вену.
По результатам исследований на Кубе с целью профилактики тромбоза может быть использован поликозанол в дозировке 10-20 мг в сутки.
Для пациентов с нехирургическими заболеваниями наиболее широко известен для предотвращения тромбоза низкомолекулярный гепарин.

## Лечение

### Экстренное лечение
- применение антикоагулянтов и антиагрегантов;
- тромболитическая терапия;
- эндоваскулярная хирургия.
- имплантация кава-фильтра.[25]

### Терапевтическое лечение
Рекомендуется низкохолестериновая диета и препараты, которые способствуют снижению уровня ЛПНП:
- статины,
- никотиновая кислота (ниацин, ниацин+ларопипрант),
- фибраты и смолы,
- антикоагулянты — антагонисты витамина К — уменьшают риск возникновения тромбоэмболии. Побочный эффект — увеличение риска кровотечения, поэтому дополнительно осуществляется контроль величины МНО. Для дееспособных пациентов подходит самоконтроль в домашних условиях[26].
- ингибиторы абсорбции холестерина в кишечнике — поликозанол (фитостатин)[27]. Поликозанол не изменяет показатели свёртываемости крови[28][29][30][31].

## Тромбоз сосудов у животных
Симптомы тромбоза у животных зависят от локализации тромбов и величины поражённых сосудов. Например, тромбоз коронарных сосудов может вызвать инфаркт миокарда с соответствующим симптомокомплексом, тромбоз почечной артерии-«почечную колику», гипертонию, появление белка и крови в моче. У собак и свиней нередко отмечается тромбоз лёгочной артерии. Тромбоз вен, как правило, сопровождается болевыми явлениями. Иногда повышается температура тела, а также отмечаются увеличение СОЭ и нейтрофильный лейкоцитоз.